# Subregión de Obando

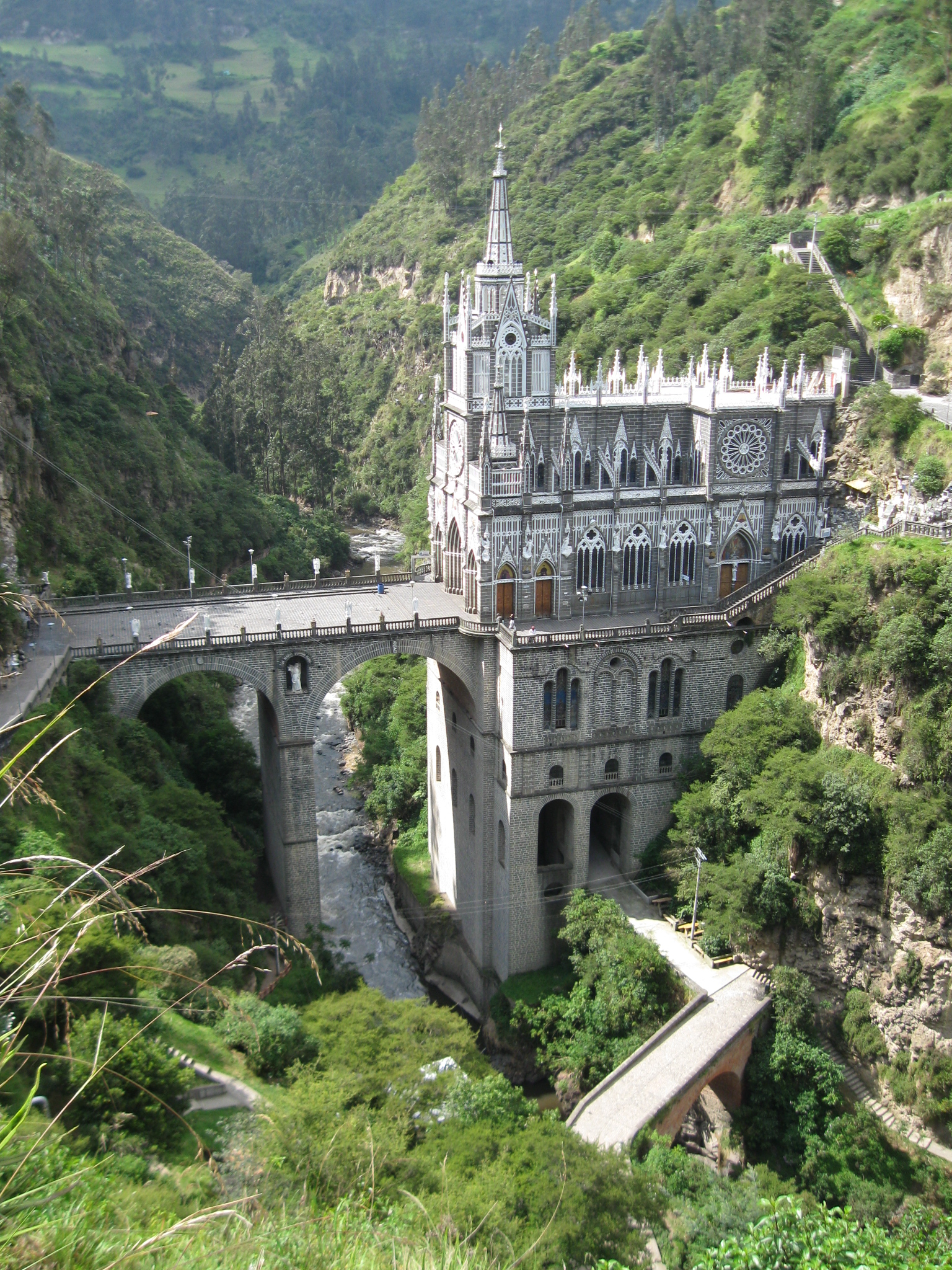
Santuario de Las Lajas.

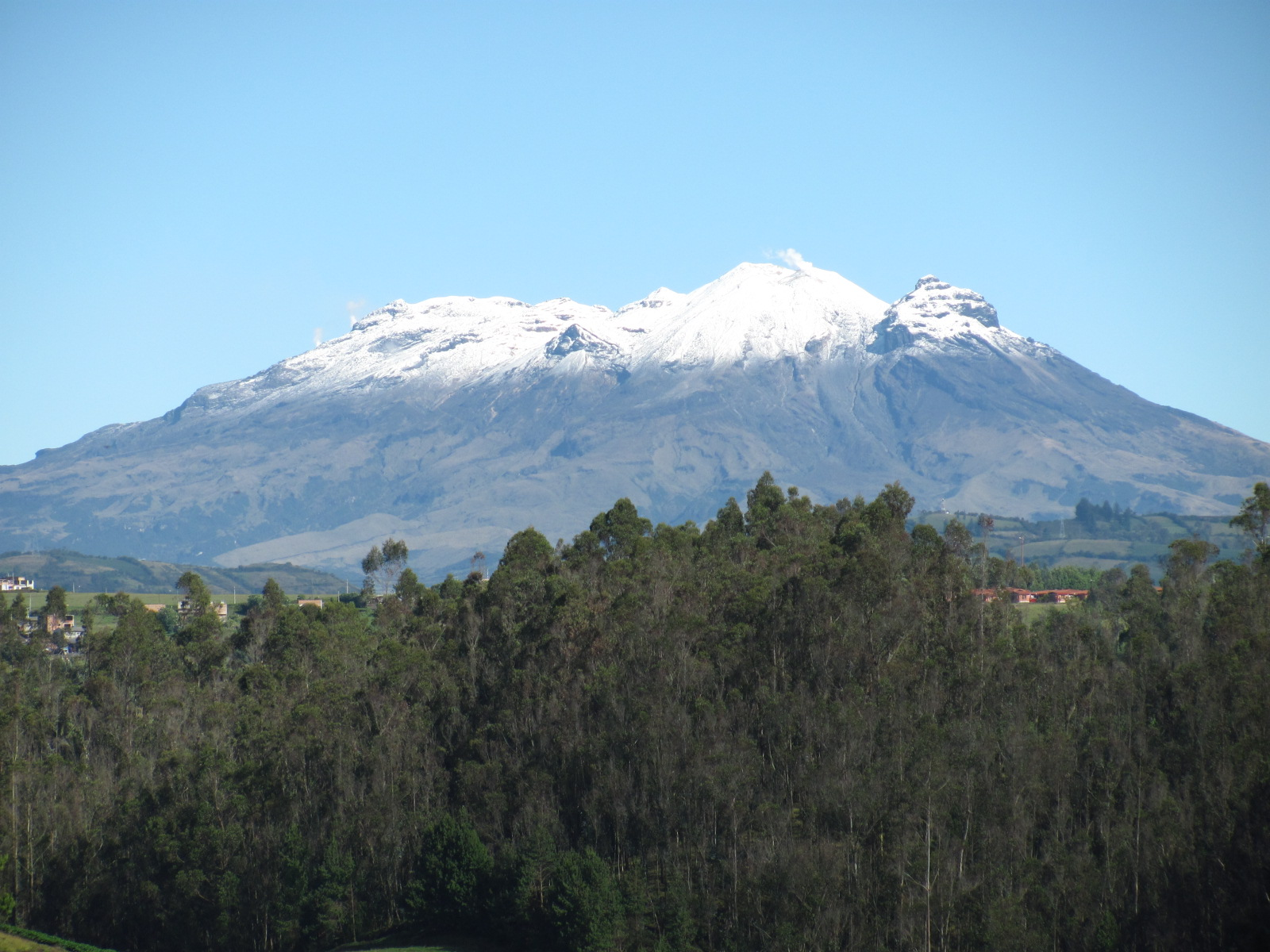
Volcán Cumbal.

La subregión de Obando o Sur es una de las 13 subregiones del departamento colombiano de Nariño.
Comprende los municipios de Aldana, Contadero, Córdoba, Cuaspud, Cumbal, Funes, Guachucal, Gualmatán, Iles, Ipiales, Potosí, Puerres y Pupiales, que abarcan un total de 4 894 kilómetros cuadrados.
Históricamente el municipio de Funes no pertenecía a la subregión de Obando, pero por su cercanía a la región, en 1992 formó parte de la Asociación de Municipios de Obando (Asobando).

## Población
En 2015 población comprendía un total de 273 776 habitantes, que correspondían al 16,49 % del total del departamento de Nariño; de estos 124 646 estaban ubicados en el sector urbano y 149 130 en el sector rural. En cuestión de género el 50 % eran hombres y el 50 % mujeres.

## Economía
Las principales actividades económicas están basadas en el sector agropecuario, destacándose el cultivo de papa, maíz, trigo, cebada, frijol y alverja; igualmente es importante la explotación de los ganados bovino, porcino, equino y otras especies menores. También cabe resaltar la actividad comercial y artesanal.